# Cleistes
Cleistes Rich. ex Lindl., 1840 è un genere di piante appartenente alla famiglia delle Orchidacee (sottofamiglia Vanilloideae, tribù Pogonieae).

## Biologia
Le orchidee di questo genere si riproducono prevalentemente per impollinazione entomogama ad opera di diverse specie di apoidei.. In una specie, Cleistes macrantha, è stato descritto un meccanismo di impollinazione ornitogama da parte di colibrì del genere Phaethornis.

## Distribuzione e habitat
Il genere è diffuso in America centrale (Costa Rica, Panama) e Sud America (Colombia, Venezuela, Guyana, Suriname, Guiana francese, Trinidad e Tobago, Ecuador, Perù, Bolivia, Brasile, Paraguay, Argentina nord-orientale).

## Tassonomia
Comprende le seguenti specie:
- Cleistes acuminata Schltr.

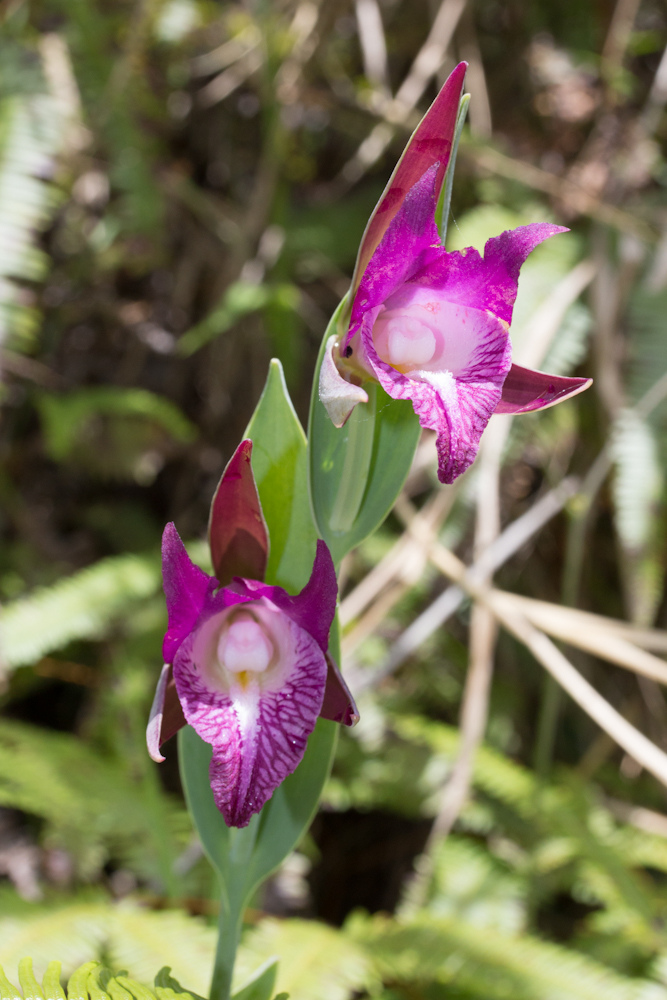
Cleistes rosea

- Cleistes aphylla (Barb.Rodr.) Hoehne
- Cleistes australis Schltr.
- Cleistes ayangannensis Szlach. & Baranow
- Cleistes batistana Pansarin & F.Barros
- Cleistes bella Rchb.f. & Warm.
- Cleistes brasiliensis (Barb.Rodr.) Schltr.
- Cleistes buenaventurae Szlach. & Kolan.
- Cleistes calantha (Schltr.) Schltr.
- Cleistes carautae Toscano & Léoni
- Cleistes catharinensis (Cogn.) Hoehne
- Cleistes cipoana Hoehne
- Cleistes costaricensis Christenson
- Cleistes cuatrecasasii Kolan. & Szlach.
- Cleistes elegantula (Schltr.) Schltr.
- Cleistes elongata Pansarin & F.Barros
- Cleistes exilis Hoehne
- Cleistes fragrans (Schltr.) Schltr.
- Cleistes gert-hatschbachiana Hoehne
- Cleistes grandiflora (Aubl.) Schltr.
- Cleistes huberi Carnevali & I.Ramírez
- Cleistes humidicola (Schltr.) Schltr.
- Cleistes idroboi Szlach. & Baranow
- Cleistes ionoglossa Hoehne & Schltr.
- Cleistes itatiaiae Pabst
- Cleistes latipetala (Barb.Rodr.) Schltr.
- Cleistes latiplume Hoehne
- Cleistes lehmannii Kraenzl. ex Szlach. & Kolan.
- Cleistes lepida (Rchb.f.) Schltr.
- Cleistes libonii (Rchb.f.) Schltr.
- Cleistes liliastrum Rchb.f.
- Cleistes macrantha (Barb.Rodr.) Schltr.
- Cleistes magnifica (Schltr.) Schltr.
- Cleistes mantiqueirae Rchb.f. & Warm.
- Cleistes miersii Gardner
- Cleistes montana Gardner
- Cleistes moritzii (Rchb.f.) Garay & Dunst.
- Cleistes munchiquensis Szlach. & Baranow
- Cleistes nana (Schltr.) Schltr.
- Cleistes pallida Funez & Pansarin
- Cleistes paludosa Rchb.f.
- Cleistes paranaensis (Barb.Rodr.) Schltr.
- Cleistes parviflora Lindl.
- Cleistes paulensis (Schltr.) Schltr.
- Cleistes pluriflora (Barb.Rodr.) Schltr.
- Cleistes pusilla Pansarin
- Cleistes quadricallosa (Barb.Rodr.) Schltr.
- Cleistes ramboi Pabst
- Cleistes revoluta (Barb.Rodr.) Schltr.
- Cleistes risaraldensis Szlach. & Baranow
- Cleistes rodeiensis (Barb.Rodr.) Schltr.
- Cleistes rodriguesii (Cogn.) Campacci
- Cleistes rosea Lindl.
- Cleistes silveirana Hoehne & Schltr.
- Cleistes speciosa Gardner
- Cleistes strangii Pabst
- Cleistes stricta (C.Schweinf.) Garay & Dunst.
- Cleistes tamboana Dodson & Carnevali
- Cleistes tenuis (Rchb.f.) Schltr.
- Cleistes triflora (C.Schweinf.) Carnevali & I.Ramírez
- Cleistes uliginosa Pabst
- Cleistes unguiculata (Rchb.f.) Schltr.
- Cleistes unifoliata (C.Schweinf.) Carnevali & I.Ramírez
- Cleistes uribei Szlach. & Baranow
- Cleistes vargasii (C.Schweinf.) Medley
- Cleistes vinosa (Barb.Rodr.) Schltr.
- Cleistes violascens Campacci